# Myriozoum serratum
Myriozoum serratum är en mossdjursart som beskrevs av Shunsuke F. Mawatari 1952. Myriozoum serratum ingår i släktet Myriozoum och familjen Myriaporidae. Inga underarter finns listade i Catalogue of Life.